# Корнелија Попеску
Корнелија Попеску-Попа (рум. Cornelia Popescu-Popa; Букурешт, 26. август 1950) била је румунска атлетичарка, који се такмичи у скоку увис и вишебоју, четворострука учесница Летњих олимпијских игара

## Спортска биографија
Каријеру је започела такмичењеу у вишебоју. У 1968. на Европским јуниорским играма у Лајпцигу освојила је треће место и бронзану медаљу у петобоју. Исте године је учрствовала на Олимпијским играма у Мексико Ситију, где је у петобоју (80 м препоне, бацање кугле, скок увис, скок удаљ, трка на 200 метара) завршила је као 22. са 4.435 бодова.
Већину својих најбољих резултата постигла је почетком 1970-их година. Године 1970. на 1. Европском првенству у дворани у Бечу осваја сребрну медаљу у скоку увис од 1,82 м, када је аустријска представница Илона Гусенбауер победила резултатом 1,88. који је био нови светски рекорд. Исте године Корнелија Попеску је учествовала и на Летњој универзијади у Торину, где је скоком од 1,83 н поново била сребрна.
Годину дана касније, на добила је бронзану медаљу за скок од 1,78 м Европском дворанском првенству у Софији. Четвртопласирана Марта Костланова из Чехословачке такође је прескочила 1,78, али из више покушаја. Исте године на Еверопско првенству на отвореном у Хелсинкију освојила је сребрну медаљу прекочивши 1,85 м.
На Летњим олимпијским играма 1972. у Минхену заузела је у финалу 19. место скоком од 1,76 м. На Летњим олимпијским играма учествовала је још два пута и оба пут је је била осма 1976. у Монтреалу са 1,87 м  и 1980. у Москви са 1,88 м 

## Лични рекорди
| Дисципина              | Резултат | Датум         | Место              |
| ---------------------- | -------- | ------------- | ------------------ |
| Скок увис на отвореном | 1,93     | 30. јун 1976  | Атина, Грчка       |
| Скок увис у дворани    | 1,91     | 2. март 1977. | Праг, Чехословачка |